# Chimarra parana
Chimarra parana är en nattsländeart som beskrevs av Oliver S. Flint Jr. 1972. Chimarra parana ingår i släktet Chimarra och familjen stengömmenattsländor. Inga underarter finns listade i Catalogue of Life.